# Izoard Védaquais
Izoard Védaquais, född 9 maj 2018, är en fransk varmblodig travhäst som tränas av sin ägare Philippe Allaire och körs av Benjamin Rochard.
Izoard Védaquais började tävla i november 2020 och inledde med 12 raka segrar. Han har hittills sprungit in 1 035 250 euro på 39 starter, varav 19 segrar och 8 andraplatser samt 2 tredjeplats. Karriärens hittills största segrar har kommit i Prix Ourasi (2022) och Harper Hanovers Lopp (2024).
Han har även segrat i Prix de Gien (2021), Prix de Berlin (2021), Prix de Rome (2021), Letrot Open des Regions - 3 ans (2021), Prix Jules Thibault (2022), Prix de Geneve (2022), Prix de Belgique (2024) och Prix des Ducs de Normandie (2024). Samt kommit på andraplats i Critérium des 3 ans (2021), Prix Éphrem Houel (2022), Prix de Tonnac-Villeneuve (2022), Prix Guillaume le Conquérant (2022), Prix de Milan (2022), Prix Gaston Brunet (2022), Prix du Bourbonnais (2023) och Prix Ténor de Baune (2023) samt på tredjeplats i Critérium des 4 ans (2022) och Prix Jean Le Gonidec (2023).
Vid segern av Harper Hanovers Lopp (2024) slog han till med nytt världsrekord på tiden 1.11,8, detta efter att ha sprungit loppet två gånger på grund av den omstart av loppet som blev efter cirka 2600 meter i första försöket.

## Statistik
| Statistik för Izoard Védaquais (Ref.) | Statistik för Izoard Védaquais (Ref.) | Statistik för Izoard Védaquais (Ref.) | Statistik för Izoard Védaquais (Ref.) | Statistik för Izoard Védaquais (Ref.) | Statistik för Izoard Védaquais (Ref.) |
| ------------------------------------- | ------------------------------------- | ------------------------------------- | ------------------------------------- | ------------------------------------- | ------------------------------------- |
| Starter                               | Placeringar                           | Startprissumma                        | Segerprocent                          | Platsprocent                          | Rekord                                |
| 39                                    | 19-8-2                                | 1 035 250 euro                        | 49 %                                  | 74 %                                  | 1.09,6ak,                             |

### Större segrar
| År   | Lopp                            | Kusk             | Vinstbelopp  | Grupp   |
| ---- | ------------------------------- | ---------------- | ------------ | ------- |
| 2021 | Prix de Gien                    | Éric Raffin      | 31 500 EUR   | Grupp 3 |
| 2021 | Prix de Berlin                  | Éric Raffin      | 31 500 EUR   | Grupp 3 |
| 2021 | Prix de Rome                    | Éric Raffin      | 31 500 EUR   | Grupp 3 |
| 2021 | Letrot Open des Regions - 3 ans | Éric Raffin      | 31 500 EUR   | Grupp 3 |
| 2022 | Prix Ourasi                     | Éric Raffin      | 135 000 EUR  | Grupp 1 |
| 2022 | Prix Jules Thibault             | Éric Raffin      | 54 000 EUR   | Grupp 2 |
| 2022 | Prix de Geneve                  | Éric Raffin      | 40 500 EUR   | Grupp 3 |
| 2024 | Prix de Belgique                | Benjamin Rochard | 54 000 EUR   | Grupp 2 |
| 2024 | Prix des Ducs de Normandie      | Benjamin Rochard | 67 500 EUR   | Grupp 2 |
| 2024 | Harper Hanovers Lopp            | Benjamin Rochard | 1 000 000 kr | Grupp 1 |

## Stamtavla
| Efter Bird Parker     | Ready Cash | Indy de Vive       | Viking’s Way        |
| Efter Bird Parker     | Ready Cash | Indy de Vive       | Tekiflore           |
| Efter Bird Parker     | Ready Cash | Kidea              | Extreme Dream       |
| Efter Bird Parker     | Ready Cash | Kidea              | Docea nide du Lilas |
| Efter Bird Parker     | Belisha    | Fakir du Vivier    | Sabi Pas            |
| Efter Bird Parker     | Belisha    | Fakir du Vivier    | Ua Uka              |
| Efter Bird Parker     | Belisha    | Benares            | Fandango            |
| Efter Bird Parker     | Belisha    | Benares            | Fleur des Veys      |
| Undan Dokha Védaquais | Prodigious | Goetmals Wood      | And Arifant         |
| Undan Dokha Védaquais | Prodigious | Goetmals Wood      | Tahitienne          |
| Undan Dokha Védaquais | Prodigious | Imagine d’Odyssee  | Buvetier d’Aunou    |
| Undan Dokha Védaquais | Prodigious | Imagine d’Odyssee  | Battante d’Odyssee  |
| Undan Dokha Védaquais | Sestriere  | Cezio Josselyn     | Armbro Goal         |
| Undan Dokha Védaquais | Sestriere  | Cezio Josselyn     | Quezira             |
| Undan Dokha Védaquais | Sestriere  | Bamba de la Chaise | Florestan           |
| Undan Dokha Védaquais | Sestriere  | Bamba de la Chaise | Iluska              |